# Vaccinium saxicola
Vaccinium saxicola là một loài thực vật có hoa trong họ Thạch nam. Loài này được Chun ex Sleumer miêu tả khoa học đầu tiên năm 1941.